# Q-Ball
Q-Ball is een computerspel dat werd uitgegeven door English Software. Het spel kwam in 1986 uit voor Atari ST en een jaar later de Commodore Amiga. Met het sportspel kan de speler biljart speler. Het spel is Engelstalig en kan met een of twee spelers gespeeld worden. Het spel werd ontwikkeld door Adam Billyard en de muziek was van de hand van Rob Hubbard.

## Platforms
| Jaar | Platform |
| ---- | -------- |
| 1986 | Atari ST |
| 1987 | Amiga    |